# 第一財政大臣
，是恆常署任英國国库事务的常設委員會之首長。根據慣例，此職位一般由英国首相兼任。此职位不等同其它政府中常見的財長职位，英國財政大臣（Chancellor of the Exchequer）兼第二財政大臣（Second Lord of the Treasury）才是与其他各国财政部长对应的官职。

## 財政部專員
在17世纪初，英國國庫事務時常交由署任委員會掌管，而不是個人。1714年后，則恆常地由常設委員會署任。委員稱作「財政部專員」（英語：Lord Commissioner of the Treasury），並以資歷排序，職銜冠上序數來說明次第。後來，在該世紀中葉，第一財政大臣不只是財政部之首，也被當作各大政府部門間理所當然的首長。同時，1721年起的第一財政大臣罗伯特·沃波尔爵士開始被非正式地稱呼作首相。
起初，「首相」稱號在英語中有諷刺意味，後來逐漸消失。所以第一財政大臣是首相的正式職銜，反而“首相”在1905年才第一次正式用在政府法律通告上。英國早期首相小威廉·皮特認為，首相應該由負責政府財政的大臣擔任。於是，以後一個世紀，首相也時常負責財政，第一財政大臣的身份不只是空銜。
1841年以前，当第一財政大臣是一位平民时，同时兼任（直譯：度支部長）；当第一財政大臣是一位贵族时，則通常由第二財政大臣担任。自1841年以来，演變成英國財相的主要職銜，由第二財政大臣担任。
因國庫不能正名支付黨職薪酬，執政黨在下議院的首席黨鞭慣例封財政部政務次官職，其他黨鞭團隊成員都封財政部專員官職，以該職銜領取相應官俸（按薪酬法令財政部政務次官特准領二十一個內閣大臣薪俸其中之一，財政部專員另特設限員五名的薪級），但都沒財政部供職或實權，財政大臣下另有四至五個國務大臣或政務次官級別的實權大臣，如經濟事務秘書、金融事務秘書和庫務秘書。

## 官邸
唐宁街10号是屬於「第一財政大臣」這一官職的住所和辦公地點，而不是屬於「首相」這一官職的。事实上除在白金汉郡的一座被用作度假別墅的契克斯閣外，英國政治上没有屬於「首相」的住所；然而，自1721年以來，所有英國首相都必定兼任第一財政大臣，所以唐宁街10号就通稱是「首相官邸」了。

## 1714年至1905年第一財政大臣列表
这个列表与英国首相列表大致相同，但有一些不同。那些兼任首相的第一財政大臣被用粗体表示。对于更早期的財務大臣和第一財政大臣，见英國財政大臣。
| 姓名                 | 姓名                                           | 就职           | 离职           | 政党   | 君主     |
| -------------------- | ---------------------------------------------- | -------------- | -------------- | ------ | -------- |
|                      | 哈利法克斯伯爵                                 | 1714年10月13日 | 1715年5月19日  | 辉格党 | 佐治一世 |
| 加里斯尔伯爵         | 1715年5月23日                                  | 1715年10月10日 |                | 辉格党 | 佐治一世 |
| 罗伯特·沃波尔        | 1715年10月10日                                 | 1717年4月12日  |                | 辉格党 | 佐治一世 |
| 斯坦霍普伯爵         | 1717年4月12日                                  | 1718年3月21日  |                | 辉格党 | 佐治一世 |
| 桑德兰伯爵           | 1718年3月21日                                  | 1721年4月4日   |                | 辉格党 | 佐治一世 |
| 罗伯特·沃波尔爵士    | 1721年4月4日                                   | 1742年2月11日  |                | 辉格党 | 佐治一世 |
| 威尔明顿伯爵         | 1742年2月16日                                  | 1743年7月2日   | 佐治二世       | 辉格党 |          |
| 亨利·佩尔汉姆        | 1743年8月27日                                  | 1754年3月6日   | 佐治二世       | 辉格党 |          |
| 泰恩河畔纽卡斯尔公爵 | 1754年3月16日                                  | 1756年11月16日 | 佐治二世       | 辉格党 |          |
| 德文郡公爵           | 1756年11月16日                                 | 1757年6月25日  | 佐治二世       | 辉格党 |          |
| 泰恩河畔纽卡斯尔公爵 | 1757年7月2日                                   | 1762年5月26日  | 佐治二世       | 辉格党 |          |
|                      | 布特伯爵                                       | 1762年5月26日  | 1763年4月16日  | 托利党 | 佐治三世 |
|                      | 乔治·格伦维尔                                  | 1763年4月16日  | 1765年7月13日  | 辉格党 | 佐治三世 |
| 罗金汉侯爵           | 1765年7月13日                                  | 1766年7月30日  |                | 辉格党 | 佐治三世 |
| 格拉夫顿公爵         | 1766年7月30日                                  | 1770年1月28日  |                | 辉格党 | 佐治三世 |
|                      | 诺斯勋爵                                       | 1770年1月28日  | 1782年3月22日  | 托利党 | 佐治三世 |
|                      | 罗金汉侯爵                                     | 1782年3月27日  | 1782年7月1日   | 辉格党 | 佐治三世 |
| 谢尔本伯爵           | 1782年7月4日                                   | 1783年4月2日   |                | 辉格党 | 佐治三世 |
| 波特兰公爵           | 1783年4月2日                                   | 1783年12月19日 |                | 辉格党 | 佐治三世 |
|                      | 小威廉·皮特                                    | 1783年12月19日 | 1801年3月14日  | 托利党 | 佐治三世 |
| 亨利·阿丁顿          | 1801年3月17日                                  | 1804年5月10日  |                | 托利党 | 佐治三世 |
| 小威廉·皮特          | 1804年5月10日                                  | 1806年1月23日  |                | 托利党 | 佐治三世 |
|                      | 格伦维尔勋爵                                   | 1806年2月11日  | 1807年3月31日  | 辉格党 | 佐治三世 |
| 波特兰公爵           | 1807年3月31日                                  | 1809年10月4日  |                | 辉格党 | 佐治三世 |
|                      | 斯潘塞·珀西瓦尔                                | 1809年10月4日  | 1812年5月11日  | 托利党 | 佐治三世 |
| 利物浦伯爵           | 1812年6月9日                                   | 1827年4月10日  |                | 托利党 | 佐治三世 |
| 乔治·坎宁            | 1827年4月10日                                  | 1827年8月8日   | 佐治四世       | 托利党 |          |
| 戈德里奇子爵         | 1827年8月21日                                  | 1828年1月22日  | 佐治四世       | 托利党 |          |
| 威灵顿公爵           | 1828年1月22日                                  | 1830年11月22日 | 佐治四世       | 托利党 |          |
|                      | 格雷伯爵                                       | 1830年11月22日 | 1834年7月16日  | 辉格党 | 威廉四世 |
| 墨尔本子爵           | 1834年7月16日                                  | 1834年11月17日 |                | 辉格党 | 威廉四世 |
|                      | 罗伯特·皮尔爵士                                | 1834年12月10日 | 1835年4月8日   | 托利党 | 威廉四世 |
|                      | 墨尔本子爵                                     | 1835年4月18日  | 1841年8月30日  | 辉格党 | 威廉四世 |
|                      | 罗伯特·皮尔爵士                                | 1841年8月30日  | 1846年6月29日  | 保守党 | 維多利亞 |
|                      | 约翰·拉塞尔勋爵                                | 1846年6月30日  | 1852年2月23日  | 辉格党 | 維多利亞 |
|                      | 德比伯爵                                       | 1852年2月23日  | 1852年12月19日 | 保守党 | 維多利亞 |
|                      | 阿伯丁伯爵                                     | 1852年12月19日 | 1855年2月6日   | 皮尔派 | 維多利亞 |
|                      | 帕墨斯顿子爵                                   | 1855年2月6日   | 1858年2月20日  | 自由党 | 維多利亞 |
|                      | 德比伯爵                                       | 1858年2月20日  | 1859年6月12日  | 保守党 | 維多利亞 |
|                      | 帕墨斯顿子爵                                   | 1859年6月12日  | 1865年10月18日 | 自由党 | 維多利亞 |
| 拉塞尔伯爵           | 1865年10月29日                                 | 1866年6月28日  |                | 自由党 | 維多利亞 |
|                      | 德比伯爵                                       | 1866年6月28日  | 1868年2月27日  | 保守党 | 維多利亞 |
| 本傑明·迪斯雷利      | 1868年2月27日                                  | 1868年12月3日  |                | 保守党 | 維多利亞 |
|                      | 威廉·埃华特·格拉斯通                           | 1868年12月3日  | 1874年2月20日  | 自由党 | 維多利亞 |
|                      | 本傑明·迪斯雷利 （1876年成为比肯斯菲尔德伯爵） | 1874年2月20日  | 1880年4月23日  | 保守党 | 維多利亞 |
|                      | 威廉·埃华特·格拉斯通                           | 1880年4月23日  | 1885年6月23日  | 自由党 | 維多利亞 |
|                      | 伊兹利伯爵                                     | 1885年6月29日  | 1886年2月1日   | 保守党 | 維多利亞 |
|                      | 威廉·埃华特·格拉斯通                           | 1886年2月1日   | 1886年7月25日  | 自由党 | 維多利亞 |
|                      | 索尔兹伯里侯爵                                 | 1886年8月3日   | 1887年1月14日  | 保守党 | 維多利亞 |
| 威廉·亨利·史密斯     | 1887年1月14日                                  | 1891年10月6日  |                | 保守党 | 維多利亞 |
| 亚瑟·贝尔福          | 1891年10月6日                                  | 1892年8月15日  |                | 保守党 | 維多利亞 |
|                      | 威廉·埃华特·格拉斯通                           | 1892年8月15日  | 1894年3月5日   | 自由党 | 維多利亞 |
| 罗斯伯里伯爵         | 1894年3月5日                                   | 1895年6月25日  |                | 自由党 | 維多利亞 |
|                      | 亚瑟·贝尔福                                    | 1895年6月25日  | 1905年12月5日  | 保守党 | 維多利亞 |

此后，第一財政大臣和首相的职位一直由同一人担任；见英國首相列表。

### 引用
1. 中华人民共和国外交部. .   [2016-10-07]. （原始内容存档于2016-10-09）.
2. 中华人民共和国外交部. .   [2016-10-07]. （原始内容存档于2016-10-09）.
3. 中华人民共和国外交部. .   [2016-10-07]. （原始内容存档于2016-10-09）.
4. 中华人民共和国外交部. .   [2016-10-07]. （原始内容存档于2016-10-09）.
5. 中华人民共和国外交部. .   [2016-10-07]. （原始内容存档于2016-10-09）.
6. 中华人民共和国外交部. .   [2016-10-07]. （原始内容存档于2016-10-09）.
7. ↑  陳予. . Gausee. 2021-09-18  [2021-09-18]. （原始内容存档于2021-09-20） （中文）.